# Rejon Fălești
Rejon Fălești – rejon administracyjny w zachodniej Mołdawii.

## Demografia
Liczba ludności w poszczególnych latach:
| 1959  | 1970  | 1979  | 1989  | 2004  | 2014  |
| ----- | ----- | ----- | ----- | ----- | ----- |
| 81270 | 95143 | 95865 | 94014 | 90320 | 91900 |